# Elton (Luisiana)
Elton é uma cidade  localizada no estado americano de Luisiana, na Paróquia de Jefferson Davis.

## Demografia
Segundo o censo americano de 2000, a sua população era de 1261 habitantes.
Em 2006, foi estimada uma população de 1254, um decréscimo de 7 (-0.6%).

## Geografia
De acordo com o United States Census Bureau tem uma área de
4,3 km², dos quais 4,3 km² cobertos por terra e 0,0 km² cobertos por água. Elton localiza-se a aproximadamente 13 m acima do nível do mar.

## Localidades na vizinhança
O diagrama seguinte representa as localidades num raio de 28 km ao redor de Elton.